# King Faisal Babes FC
King Faisal Babes Football Club w skrócie King Faisal Babes FC – ghański klub piłkarski grający w pierwszej lidze ghańskiej, mający siedzibę w mieście Kumasi.

## Sukcesy
- I liga[1]
  - wicemistrzostwo (1): 2004.
  - 3. miejsce (1): 2003.

## Występy w afrykańskich pucharach
| Sezon | Rozgrywki           | Runda              | Kraj              | Klub                | Dom | Wyjazd | Dwumecz |
| ----- | ------------------- | ------------------ | ----------------- | ------------------- | --- | ------ | ------- |
| 2004  | Puchar Konfederacji | wstępna            | Zimbabwe          | Dynamos FC          | 4–0 | 1–0    | 5–0     |
| 2004  | Puchar Konfederacji | 1                  | Południowa Afryka | Santos FC           | 1–1 | 1–2    | 2–3     |
| 2005  | Puchar Konfederacji | wstępna            | Sierra Leone      | –                   | –   | –      | –       |
| 2005  | Puchar Konfederacji | 1                  | Senegal           | ASEC Ndiambour      | 3–0 | 1–1    | 4–1     |
| 2005  | Puchar Konfederacji | 2                  | Nigeria           | Bendel Insurance FC | 1–0 | 0–0    | 1–0     |
| 2005  | Puchar Konfederacji | 3                  | Zambia            | Red Arrows FC       | 3–2 | 1–1    | 4–3     |
| 2005  | Puchar Konfederacji | gr. A (2. miejsce) | Gwinea            | Fello Star          | 2–0 | 1–0    | 2–0     |
| 2005  | Puchar Konfederacji | gr. A (2. miejsce) | Tunezja           | AS Marsa            | 2–1 | 1–0    | 3–1     |
| 2005  | Puchar Konfederacji | gr. A (2. miejsce) | Maroko            | FAR Rabat           | 1–2 | 1–2    | 2–4     |
| 2006  | Puchar Konfederacji | 1                  | Mali              | AS Bamako           | 0–0 | 0–1    | 0–1     |

## Stadion
Domowe mecze klub rozgrywa na stadionie o nazwie Baba Yara Stadium w Kumasi, który może pomieścić 40528 widzów.